# هویت (آلبوم)
هویت (انگلیسی: Identity) سومین آلبوم چندآهنگه گروه پسرانهٔ اهل کره جنوبی ویکتون است که در ۲۳ اوت ۲۰۱۷ با تک‌آهنگ اصلی «باورنکردنی» توسط پلی ام انترتینمنت منتشر و توسط کاکائو انترتینمنت توزیع شد.